# Theodor Saemisch
Edwin Theodor Saemisch (* 30. September 1833 in Luckau in der Niederlausitz; † 29. September 1909 in Bonn) war ein deutscher Ophthalmologe (Augenheilkundler).

## Leben
Theodor Saemisch studierte in Berlin und Würzburg. Er wurde 1858 an der Universität Berlin zum Dr. med. promoviert. Anschließend war er Assistent von Albrecht von Graefe in Berlin und Alexander Pagenstecher in Wiesbaden. Die Habilitation erfolgte 1862 für Augenheilkunde an der Universität Bonn.
1867 wurde er außerordentlicher Professor der Ophthalmologie an der Universität Bonn. 1873 wurde er zum ordentlichen Professor ernannt und Direktor der Universitätsaugenklinik. 1883 wurde er zum Mitglied der Leopoldina gewählt. 1892/93 amtierte er als Rektor der Universität und trat 1906 in den Ruhestand. 1876 hatte er den Frühjahrskatarrh der Bindehaut beschrieben. Er beschrieb zuerst das serpiginöse Hornhautgeschwür und gab dafür ein wirksames operatives Heilverfahren an.
Nach Saemisch war in Bonn eine kurze Straße im Zentrum des damaligen Parlaments- und Regierungsviertels benannt, die 2006 aufgelassen wurde.

## Familie
Saemisch war mit Sieglinde (Linda) Ranke (1848–1891) verheiratet. Sie war die Tochter des Professor der evangelischen Theologie in Marburg Ernst Ranke  und der Theodora (Theoda, Oda) Nasse (1812–1860) aus Halle ihrerseits Tochter des Professors Christian Friedrich Nasse (1778–1851). Das Paar hatte einen Sohn:
- Friedrich Ernst Moritz (* 23. Dezember 1869; † 23. Oktober 1945)

Saemischs Grab befindet sich auf dem Kessenicher Bergfriedhof.

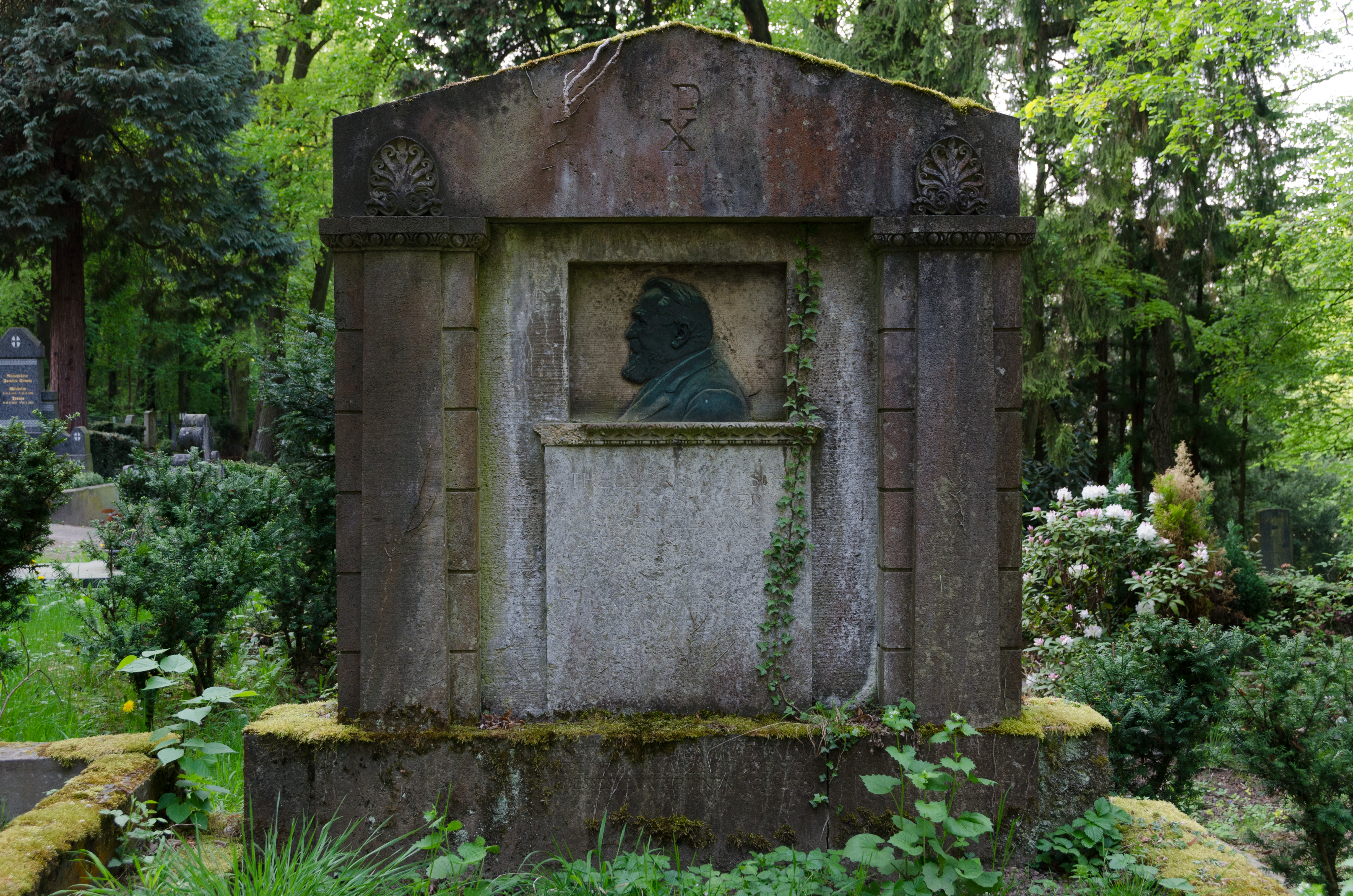
Grabstein auf dem Kessenicher Bergfriedhof

## Schriften
- mit Arnold Pagenstecher und Alexander Pagenstecher: Klinische Beobachtungen aus der Augenheilanstalt in Wiesbaden. Wiesbaden 1861–1862
- Beiträge zur normalen und pathologischen Anatomie des Auges. Leipzig 1862
- Das Ulcus corneae serpens und seine Therapie. Eine klinische Studie. Bonn 1870
- mit Alfred Graefe (Herausgeber): Handbuch der gesammten Augenheilkunde. 7 Bände und Indexband, Leipzig 1874–1877 (1880).  Die zweite Auflage umfasst 15 Bände in etwa 37 Teilbänden. Sie enthält u. a. die berühmte Geschichte der Augenheilkunde von Julius Hirschberg (Bd. 12–15 in 9 Teilbänden).